# نيكولا هريستوف
نيكولا هريستوف (بالبلغارية: Никола Христов)‏ هو لاعب كرة قدم بلغاري، ولد في 28 مايو 1951 في Kriva Bara, Vratsa Province ‏ في بلغاريا. لعب مع سسكا صوفيا.